# Epimelitta melanaria
Epimelitta melanaria är en skalbaggsart som först beskrevs av Pierre Émile Gounelle 1911.  Epimelitta melanaria ingår i släktet Epimelitta och familjen långhorningar. Inga underarter finns listade i Catalogue of Life.